# مفاصل بین مهره‌ای پشتی
مفاصل بین مهره‌ای پشتی (به انگلیسی: Posterior intervertebral joints) یا فاست  یا آپوفیزیال ، مفاصلی هستند که از طریق زوائد مفصلی بخش قوس مهره‌ای ایجاد می‌شوند. هر مهره در ستون فقرات از طریق چهار مفصل فاست به مهره‌های بالایی و پایینی مجاور خود اتصال می‌یابد. حرکات طبیعی ستون مهره‌ها در جهات مختلف، وابسته به سالم بودن مفاصل بین مهره‌ای پشتی (فاست) و دیسک‌های بین مهره‌ای است. 

## ویژگی مفصل فاست
مفصل فاست (آپوفیزیال) یک مفصل حقیقی بوده که دارای کپسول مفصلی، غشاء سینوویوم، غضروف و رباط‌های مفصلی است. این مفاصل در نواحی مختلف ستون فقرات به طریقی خاص قرار می‌گیرند، به طوریکه حرکات ستون مهره‌ها ممکن است در یک جهت خاص تسهیل یا محدود گردد.
فاست‌ها نسبت به خط افقی در فقرات گردنی با زاویه 45 درجه، در ناحیه پشتی با زوایه 60 درجه و در قسمت کمری با زاویه 90 درجه قرارمی‌گیرند. بنابراین در فقرات گردنی، حرکات در جهات مختلف قابل انجام است. در ناحیه فقرات پشتی، حرکات خم شدن به جلو و راست شدن به عقب محدود بوده، ولی خم شدن طرفی (لترال فلکشن) و چرخش (روتاسیون)قابل انجام است. دامنه حرکتی در ستون فقرات کمری در جهت خم و راست شدن به جلو و عقب آسان تر صورت می‌گیرد، ولی حرکات چرخشی و خم شدن طرفی محدود می‌گردد.

## آسیب مفصل فاست
باتوجه به اینکه مفصل فاست یک مفصل حقیقی و سینوویال است، بنابراین همانند هر مفصل سینوویال دیگر ممکن است دچار پدیده تخریبی یا التهابی گردد. ضایعه در این مفاصل به علت وجود عناصر حساسی چون پرده سینوویوم، رباط‌های اطراف مفصل و کپسول مفصلی منجربه درد و محدویت حرکتی در ستون فقرات می گردد. ازطرفی هرگونه اشکال در حرکات مفاصل فاست، عملکرد طبیعی دیسک‌های بین مهره ای را نیز مختل می‌کند.
گاهی اختلال عملکرد در مفاصل بین مهره ای پشتی (فاست ها) به علت یک بیماری التهابی بوده، که با ایجاد درد و محدودیت حرکتی در ستون مهره‌ها همراه می گردد. شایع‌ترین نوع بیماری که با گرفتاری این مفاصل مشخص می‌شود، در ارتباط با اسپوندیلیت آنکیلوزان است.